# Hymenostylium congoanum
Hymenostylium congoanum là một loài rêu trong họ Pottiaceae. Loài này được Dixon & Naveau mô tả khoa học đầu tiên năm 1927.